# Garcelles-Secqueville

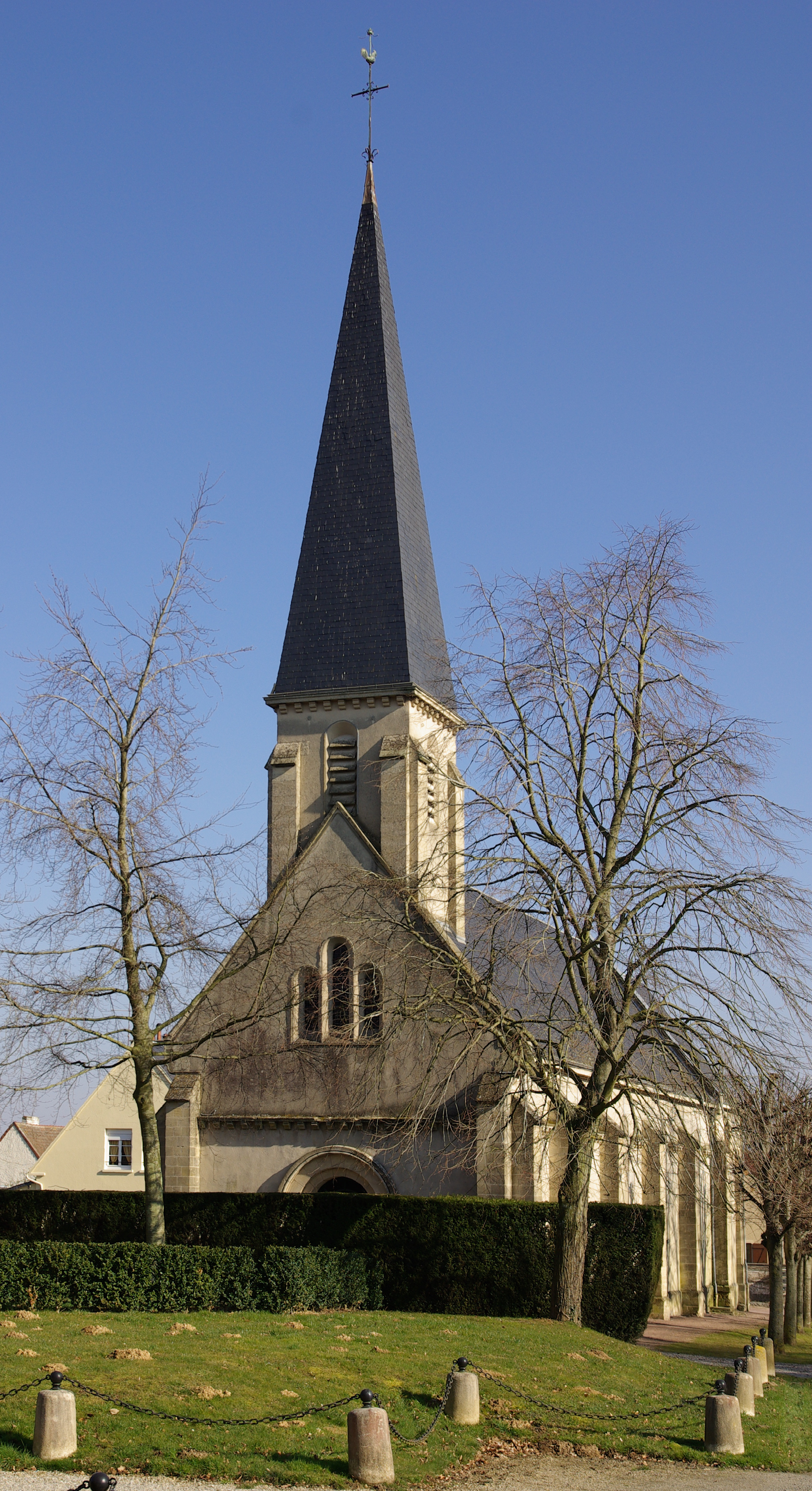
Kirche Saint-Martin

Garcelles-Secqueville ist eine Ortschaft und eine ehemalige französische Gemeinde mit 1.115 (Stand 1. Januar 2022) im Département Calvados in der Region Normandie (vor 2016 Basse-Normandie). Sie gehörte zum Arrondissement Caen und zum Kanton Évrecy.
Mit Wirkung vom 1. Januar 2019 wurden die ehemaligen Gemeinden Saint-Aignan-de-Cramesnil und Garcelles-Secqueville zur Commune nouvelle Le Castelet zusammengeschlossen und haben in der neuen Gemeinde der Status einer Commune déléguée. Der Verwaltungssitz befindet sich im Ort Saint-Aignan-de-Cramesnil.

## Geografie
Garcelles-Secqueville liegt rund zwölf Kilometer südsüdöstlich von Caen. Umgeben wurde die Gemeinde von den Nachbargemeinden Bourguébus im Norden, Bellengreville im Nordosten, Moult-Chicheboville im Osten, Valambray im Südosten, Saint-Aignan-de-Cramesnil im Süden und Südwesten, Rocquancourt im Westen sowie Tilly-la-Campagne im Nordwesten.

## Bevölkerungsentwicklung
| Jahr                              | 1793 | 1836 | 1876 | 1926 | 1946 | 1968 | 1990 | 2016 |
| Einwohner                         | 264  | 379  | 374  | 293  | 181  | 318  | 408  | 886  |
| Quellen: Cassini, EHESS und INSEE |      |      |      |      |      |      |      |      |

## Sehenswürdigkeiten
- Kirche Saint-Martin
- Schloss